# Capitan Power
Capitan Power e i combattenti del futuro (Captain Power and the Soldiers of the Future), meglio noto semplicemente come Capitan Power,  è un telefilm di fantascienza prodotto negli Stati Uniti dove fu trasmesso tra il 1987 e il 1988.
In Italia, la serie venne trasmessa dal circuito Odeon TV.
Ambientata in un prossimo futuro postapocalittico, la serie narra di un pugno di soldati impegnati a salvare l'umanità superstite dal dominio delle macchine.
Esperimento unico nel suo genere, la particolarità della serie consisteva nell'interattività tra telefilm e merchandising: gli action figure in vendita nei negozi reagivano agli impulsi audio e video trasmessi durante la serie televisiva. Una serie di videocassette di cartoni animati, studiati principalmente per l'interazione con il merchandise, è stata messa in vendita parallelamente nello stesso periodo.

## Trama
XXII secolo. In seguito a una rivolta delle macchine la razza umana è stata quasi annientata e ridotta in schiavitù. Il pianeta è quindi comandato da potenti intelligenze artificiali, a cui gli unici a opporsi sono uno sparuto gruppo di dissidenti umani. Il capitano Jonathan Power e il suo gruppo di uomini, chiamati "i combattenti del futuro", infatti tentano di opporsi alla dominazione delle macchine per cambiare le sorti dell'umanità.

## Personaggi

### Protagonisti
- Capitano Jonathan Power: il capo della squadra;
- Tenente Michael "Tank" Ellis: è l'esperto di combattimenti su terreno;
- Maggiore Matthew "Hawk" Masterson: grazie alla sua armatura è l'unico della squadra in grado di volare;
- Sergente Robert "Scout" Baker: è esperto di spionaggio, sabotaggio e telecomunicazioni;
- Caporale Jennifer "Pilota" Chase: unica ragazza del gruppo, esperta in sistemi tattici;
- Nathan "Stingray" Johnson: dotato di equipaggiamento anfibio, l'unico ad andare in acqua (mai comparso nella serie televisiva, ma solo in fumetti e giocattoli).

### Antagonisti
- Lord Dread/Dottor Lyman Taggart: lo scienziato pazzo a capo dei robot (detti Bio-dread), diventa un cyborg dopo gli eventi narrati nella prima puntata;
- Soaron: Bio-dread per combattimento in volo;
- Blastarr: Bio-dread per combattimento su terra;
- Tritor: Bio-dread per combattimento anfibio (mai comparso nella serie televisiva, ma solo in fumetti e giocattoli).

## Episodi
La prima stagione viene trasmessa a partire dal 20 settembre 1987, mentre in Italia le trasmissioni furono curate da Odeon TV tra il 1989 e il 1990.
Una seconda stagione del telefilm, fu sceneggiata, ma mai prodotta. In questa sarebbero stati introdotti nuovi personaggi:
- Chris "Ranger" O'Connor, altra ragazza all'interno del gruppo, si sarebbe legata sentimentalmente a Tank;
- Chip "TNT" Morrow, un soldato già comparso nella prima stagione con il nome di Andy Jackson;
- Xenon, un nuovo Bio-Dread;
- Morgana II, assistente robotica di Lord Dread con la mente della donna che amava, che si sarebbe rivelata essere la madre di Jonathan Power.

| Stagione       | Episodi | Prima TV USA | Prima TV Italia |
| -------------- | ------- | ------------ | --------------- |
| Prima stagione | 22      | 1987-1988    | 1989-1990       |